# Annica Sohlström
Annica Irene Rydelius Sohlström, född 15 januari 1959, är en svensk nutritionist och tidigare generaldirektör för Livsmedelsverket.

## Biografi
Sohlström disputerade 1993 på en avhandling Body fat during reproduction in a nutritional perspective: studies in women and rats. Mellan 1996 och 1999 arbetade hon som forskare vid institutionen för farmakologi vid Karolinska Institutet, där hon bland annat forskade om hur moderns näringstillstånd påverkar olika tillväxtfaktorer under graviditeten och därmed näringstillförseln till fostret och dess tillväxt. Mellan 1999 och 2001 var hon forskningssekreterare vid Sida där hon var ansvarig för Sidas stöd till universitet i Tanzania samt till de medicinska fakulteterna på universitet i Moçambique, Zimbabwe och Etiopien. Sohlströms vetenskapliga publicering har (2025) enligt Scopus närmare 1 400 citeringar och ett h-index på 22.
Sohlström arbetade åren 2001 till 2010 som chefsnutritionist, enhetschef, och avdelningschef på Livsmedelsverket. Efter detta arbetade hon fem år som generalsekreterare för Forum Syd. I december 2015 utnämndes hon till tillförordnad generaldirektör för Livsmedelsverket, och blev i juni 2016 ordinarie på denna post. I april 2025 meddelades att Sohlström den 1 juni 2025 efterträds som generalsekreterare vid Livsmedelsverket av Christina Nordin.